# Haliclonissa verrucosa
Haliclonissa verrucosa är en svampdjursart som beskrevs av Burton 1932. Haliclonissa verrucosa ingår i släktet Haliclonissa och familjen Niphatidae. Inga underarter finns listade i Catalogue of Life.